# Justitia Tholus
Justitia Tholus is een vulkaan op Venus. Justitia Tholus werd in 1997 genoemd naar Justitia, de Romeinse godin van het recht.
De vulkaan heeft een diameter van 60 kilometer en bevindt zich in het noordoosten van het quadrangle Themis Regio (V-53), ten zuiden van Kwannon Tholus en ten oosten van de inslagkrater Peck.